# Кушманское городище
Кушма́нское городи́ще (Учка-ка́р) — археологический памятник, одно из крупнейших городищ Чепецкой археологической культуры. Располагается в Ярском районе Удмуртии, на правом берегу реки Чепцы. Городище получило название от починка Кушманский, недалеко от которого (в 2 км ниже по течению) было обнаружено.
Масштабные раскопки на городище проводил А. П. Смирнов в 1930 году. Были вскрыты остатки нескольких жилищ, кузницы и других сооружений. На городище обнаружены две оборонительные линии (вал+ров). В ходе раскопок в 2011 году была обнаружена третья, внутренняя оборонительная линия, со временем засыпанная. Эта особенность роднит городище с Иднакаром. Площадка городища занимает большую стрелку, укреплённую двумя валами и рвами на расстоянии 80-100 м друг от друга. Наружный вал и ров имеют длину 126 м, внутренние — 94 м. Культурный слой насыщен вещевыми остатками и в отдельных местах достигает толщины 1,5 м. Среди находок сельскохозяйственных культур наиболее массовы ячмень (33,8 %), пшеница однозернянка и полба (23,8 %), рожь (20,0 %), овёс (10,6 %) и конопля (10,8 %).
В 2017 году в лаборатории пластической реконструкции имени М. М. Герасимова Института этнологии и антропологии РАН была воссоздана внешность жительницы Кушманского городища на основании черепа женщины 25-30 лет, жившей в XI—XII веках. Антропологический тип оказался уралоидным: голова мезобрахикефальная, лицо средней высоты, неширокое, с выраженной уплощённостью, спинка носа прямой формы, нос выступает незначительно.